# Бібліотекар: Повернення в копальні царя Соломона
«Бібліотекар: Повернення в копальні царя Соломона» (англ. The Librarian: Return to King Solomon’s Mines) — фільм студії Turner Network Television, друга частина трилогії про Бібліотекаря. Режисером цього фільму, на відміну від попереднього, став Джонатан Фрейкс. У головній ролі Ноа Вайлі. Прем'єра у світі відбулася 3 грудня 2006 року.

## Сюжет
Флінн Карсон вже рік працює у Бібліотеці, охороняючи древні магічні цінності. В одній з пригод, що вже стали для нього звичними, Флінн викрадає у бандитів кришталевий череп. Він необачно видає себе і з провідником-індіанцем тікає від переслідування.
Тим часом в Каїрі якийсь чоловік гине, тікаючи від злочинців, але встигає віддати на пошту загадковий пакунок. Керівник фонду Бібліотеки Джадсон проводить Флінна до таємної частини, де ховає череп. Карсону виповнюється 32, мати влаштовує йому святкування і приводить дядька Джеррі, давнього друга його батька, що передає йому батькові фото. Флінн сумує через те, що не знав батька, і мати дарує йому масонський медальйон — символ їхньої родини. Наступного дня Флінну приходить посилка з Каїру, в якій міститься сувій. В цей час хтось пограбував його дім і зненацька вдаряє Карсона по голові. Отямившись, Бібліотекар виявляє, що сувій зник. Джадсон вважає, що там масонами був описаний шлях до скарбів у копальнях царя Соломона. Головним скарбом є книга, з допомогою якої можливо керувати часом.
У пошуках оригіналу карти Флінн вирушає в Касабланку до римських руїн. Там він зустрічає жінку-археолога Емілі, що цікавиться царицею Савською, дружиною Соломона. Він виявляє, що вже другий, хто цікавився картою. З Емілі він знаходить гробницю Клавдія-Птолемея, а в ній частину карти. Там на них нападає вартовий гробниці, але визнає у Флінні одного зі союзників завдяки батьківському медальйону древніх масонів. Він каже, що друга половина карти знаходиться у провінції Геді, «між грудьми цариці Савської, а шлях вкаже Всевидюче око». На них нападають люди, які також полюють за копальнями, але дослідники встигають втекти.
На сафарі Флінн з Емілі просуваються до провінції, але сходять на шляху. Один із бандитів, погрожуючи вартовому вбивством його родини, змушує його розповісти про місцезнаходження другої частини карти.
У Вайжирі Емілі та Флінн рятують аборигена Джомо, що веде їх у Геді. Під час перетину ріки їх мало не вбивають бегемоти, але Джомо рятує супутників. Вони виявляють два пагорби, які називають Грудьми цариці Савської. В крамниці «Всевидюче око» на них нападають бандити, але ті встигають знайти другу частину карти та втекти. Дядько Джеррі розповідає Флінну про те, що бандити — це бойовики генерала Саміра, та відмовляє його від походу в копальні. Послухавши настанови Джадсона, Карсон продовжує пошуки.
Разом з Емілі Флінн прямує до копалень. Долаючи перешкоди, вони просуваються вперед, і Флінн розуміє, що оповідки батька про його подорожі були не вигадками. Батько готував сина до того, що колись він прийде туди.
Нарешті вони знаходять копальні, двері до яких відчинялися за допомогою ключа — медальйона Флінна. Обоє опиняються в скарбницях, де сховано незліченні коштовності. Там же вони знаходять і Соломонову книгу. Але генерал Самір зі спільниками відбирає її, а головою їх угруповання виявляється дядько Джеррі. Багато років тому він убив батька Флінна, і тепер хоче переписати історію за допомогою книги, щоб матір Флінна вийшла заміж за нього. Джеррі наказує Саміру вбити Карсона, а сам вирушає в кімнату, де слід промовити закляття призову давніх царів, які повернуть його в минуле.
Самір поміщає Флінна й Емілі в камеру, яка поступово наповнюється водою. Вони майже тонуть, Карсон бачить видіння, в якому Джадсон підбадьорює його. Обох рятує несподівано прибулий Джомо. Флінн перериває закляття, тоді Джеррі переконує продовжити ритуал аби Флінн зміг знову побачити батька. Бібліотекар продовжує закляття, але розуміє, що батько і так з ним — у його спогадах, та скидає книгу в лаву. Джеррі стрибає слідом за нею і гине в лаві, яка починає вивергатися у копальні. Флінн та Емілі тікають, копальні Соломона руйнуються. Флінн дарує Джомо медальйон, після чого вирушає в Нью-Йорк, а Емілі — на розкопки в Тунісі. Джадсон хвалить Флінна, адже він пожертвував скарбами задля вищої мети. Коли Бібліотекар запитує чи зумисне Джадсон явився йому у видіння, той заперечує, але Флінн розуміє, що той чарівник.

## В ролях
| Актор           | Роль            |
| --------------- | --------------- |
| Ноа Вайлі       | Флінн Карсен    |
| Габріелла Анвар | Емілі Девенпорт |
| Боб Ньюхарт     | Джадсон         |
| Джейн Куртін    | Шарлін          |
| Олімпія Дукакіс | Марджі Карсен   |
| Ерік Аварі      | генерал Самір   |
| Хакім Кає-Казім | Джомо           |
| Роберт Фоксфорт | дядько Джеррі   |
| Ліза Бреннер    | Дебра           |
| Джонатан Фрейкс | чоловік Дебри   |
| Пітер Батлер    | Ахмед           |

## Цікаві факти
- Деякі сцени знімались у Кейптаунському університеті у Південній Африці.
- Книгу, яку Флінн знаходить у копальнях, виконано у сучасному форматі, і Джеррі читає її зліва направо. Книги, написані за часів Соломона, читалися справа наліво, і виглядали б радше як глиняні таблички чи сувої. Хоча не виключено, що той, хто написав її, адаптував її для зручності майбутніх власників.
- Символ на амулеті батька Флінна справді має стосунок до масонів.
- Мелодія, яку Флінн грає на флейті — початкова тема фільму.
- Повернення до копалень царя Соломона — друга частина серії, її попередниця — «Бібліотекар: У пошуках списа долі», а сиквел — «Бібліотекар: Прокляття Юдиного потиру».